# Supercopa da Itália de 2001
A Supercopa da Itália de 2001 ou Supercoppa Italiana 2001 foi a 14ª edição da competição que para muitos, abre a temporada 2001/2002 do futebol italiano. Assim como em todas as edições, a Supercoppa Italiana sera disputada em partida única com o campeão do Campeonato Italiano (Roma) e o campeão da Copa da Itália (Fiorentina), ambas na temporada 2000/2001.
A partida foi no dia 25 de agosto de 2001 e ocorreu no Estádio Olímpico de Roma.

## Final
Partida única
| 25 de agosto de 2001 | Roma                                  | 3 - 0  | Fiorentina | Estádio Olímpico de Roma                 |
|                      | Candela 6' · Montella 53' · Totti 83' | report |            | Público: 61,050 Árbitro: Graziano Cesari |

## Campeão
| Campeão da Supercopa da Itália de 2001 |
| -------------------------------------- |
| Roma 1° titulo                         |